# Ksawery Zakrzewski

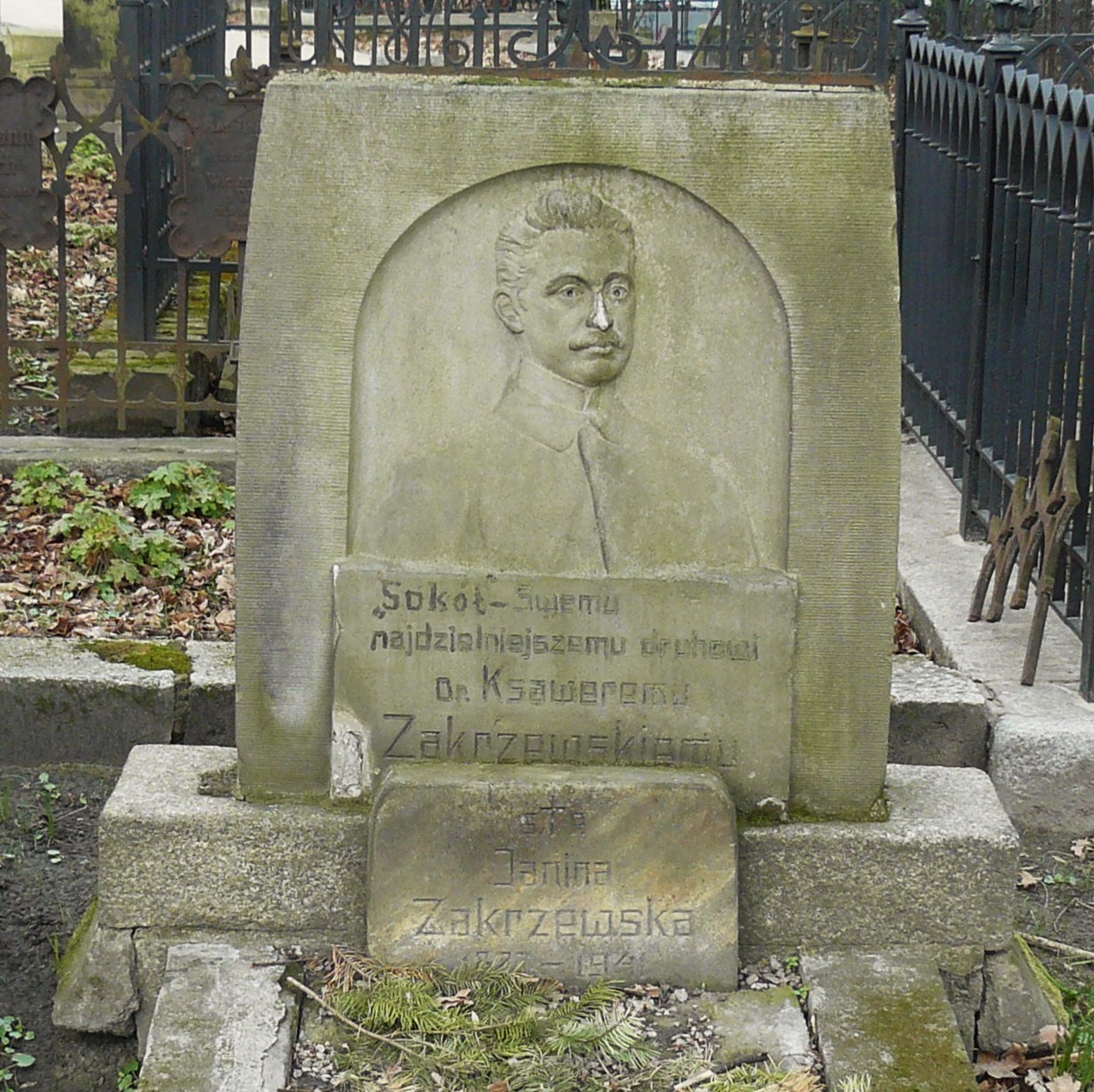
Cmentarz Zasłużonych Wielkopolan, Poznań - grób K. Zakrzewskiego

Ksawery Faustyn Ignacy Zakrzewski (ur. 15 lutego 1876, zm. 18 listopada 1915 w Poznaniu) – polski lekarz, społecznik, działacz niepodległościowy, naczelnik „Sokoła” poznańskiego, inicjator i współtwórca harcerstwa wielkopolskiego.

## Korzenie
Urodził się w majątku Wełna (nad rzeką Wełna), który obecnie przynależy administracyjnie do wsi Goślinowo (na północ od Gniezna). Pochodził z rodziny szlacheckiej, o tradycjach niepodległościowych.
Legitymujący się herbem Trzaska ród Zakrzewskich osiadł w Wielkopolsce prawdopodobnie ok. poł. XVIII wieku (do takich przypuszczeń skłaniają informacje zawarte w księgach parafialnych m.in. w kościele św. Wita w Rogoźnie). Ojciec Ksawerego - Tomasz Zakrzewski (ur. 1846), ziemianin, był właścicielem wspomnianego majątku - Wełny. Z kolei dziadek Ksawerego - Ksawery Franciszek Zakrzewski (1817–1876), właściciel wsi Cichowo (w powiecie kościańskim) – brał udział w Wiośnie Ludów na terenie Wielkopolski, broniąc obozu w Książu Wielkopolskim 29 kwietnia 1848 r. O niepodległość Polski walczył także ojciec tego ostatniego - Stanisław Zakrzewski (1787–1873). Jako kapitan wojsk napoleońskich brał udział w kampanii moskiewskiej, dosłużył się medalu św. Heleny oraz krzyża legii honorowej. Po wydostaniu z niewoli osiadł na stałe w Żabnie (woj. Wielkopolskie). Matka Ksawerego - Zofia z domu Lossow herbu Lossow pochodziła ze spolszczonej gałęzi starego niemieckiego rodu.

## Nauka, studia medyczne i praktyka lekarska
Młody Ksawery mógł z tradycji domu czerpać naukę patriotyzmu, w którego krzewieniu tak bardzo się przysłuży ojczyźnie w późniejszych latach. Po ukończeniu Królewskiego Gimnazjum w Gnieźnie oraz złożeniu tamże egzaminu dojrzałości w 1898 udał się na studia medyczne, które odbył kolejno w Lipsku i Würzburgu, otrzymując ostatecznie w 1903 tytuł doktora nauk medycznych na podstawie rozprawy pt.: "Zur Statistik und Casuistik der Rückenmarkstumoren". Odbył następnie praktyki w Berlinie i Paryżu, specjalizując się w dermatologii i urologii. W roku 1905 osiadł na stałe w Poznaniu, gdzie rozpoczął praktykę lekarską. W latach 1905–1908 pacjentów przyjmował w swoim gabinecie lekarskim, w mieszkaniu mieszczącym się dziś przy ul. Ratajczaka 30 w Poznaniu. Gabinet ten wyposażony był w pierwszy w mieście aparat rentgenowski. Następnie dr Zakrzewski przeniósł swoją praktykę do gabinetów mieszczących się kolejno w poznańskich kamienicach przy dzisiejszej ul. 27 Grudnia 4 (l. 1908–1912) i Placu Wolności 9 (l. 1912–1914). Ostatni rok życia doktor przyjmował pacjentów w Szpitalu Wojskowym przy ul. Berwińskiego na poznańskim Łazarzu.

## Działalność społeczna i niepodległościowa
Jednocześnie w okresie młodzieńczym zaczyna się zainteresowanie Ksawerego sprawą niepodległościową. Jeszcze będąc w gimnazjum wstąpił w szeregi konspiracyjnego Towarzystwa Tomasza Zana i jemu prezesował. Z kolei w czasie odbywania praktyki w Berlinie został członkiem Towarzystwa Gimnastycznego "Sokół" i wkrótce jego wiceprezesem, a następnie prezesem gniazda "Sokoła": Berlin-Śródmieście. Od 1905 roku, aż do śmierci w 1915 r. był prezesem "Sokoła" w Poznaniu, a jednocześnie członkiem, potem wiceprezesem Wydziału Związku Sokołów Polskich w Niemczech. Na terenie Poznania i Wielkopolski rozwinął rozległą działalność społeczną i niepodległościową. Według Bernarda Chrzanowskiego dr Ksawery Zakrzewski był twórcą harcerstwa wielkopolskiego (patrz: Bernard Chrzanowski, Ksawery Zakrzewski 15.II.1876-18.XI.1915 (w:) Czuj Duch, 1932, R. VI, nr 5, s. 4). Był jednym z głównych organizatorów harcerstwa polskiego w zaborze pruskim (patrz: Zbigniew Zakrzewski, Nazwy osobowe i historyczne ulic Poznania, Wydawnictwo Poznańskie, Poznań 1971, s. 92).
Szczególną uwagę poświęcił pracy oświatowej. Nadał organizacji sokolej nowy kierunek, propagując obok krzewienia kultury fizycznej przede wszystkim wychowanie obywatelskie, oraz oświatę ludową. Zaprowadził systematyczne lekcje języka polskiego, historii i literatury ojczystej oraz geografii ziem polskich (patrz: Zbigniew Zakrzewski, Ulicami mojego Poznania, Wydawnictwo Kwartet, Poznań 2005, s. 4).
Był współredaktorem dwutygodnika "Sokół", oraz współzałożycielem razem z Marianem Seydą "Kuriera Poznańskiego". Urządzał wystawy, zloty i wiece sokole, mające na celu popularyzację gimnastyki i sportu wśród młodzieży polskiej (był żarliwym propagatorem gimnastyki szwedzkiej). W roku 1909 powołał do życia oddział żeński "Sokoła" w Poznaniu. W rezultacie zorganizowania w 1912 roku sokolego kursu harcerskiego z udziałem instruktorów ze Lwowa - Tadeusza Strumiłły i Jerzego Grodyńskiego, utworzona została pod kierownictwem Zakrzewskiego tajna dzielnicowa komenda skautowa.
"Pierwsza wizyta działaczy lwowskich dała początek harcerstwu w Wielkopolsce, a ojciec mój stanął na czele zakonspirowanej dzielnicowej komendy na ziemie zaboru pruskiego. Pochłaniała go stale pasja działania. W ciągu miesięcy letnich roku 1913 (...) uwieńczony został jego trud zorganizowania na terenie Urbanowa wielkiego Zlotu Sokolego, urozmaiconego ćwiczeniami z udziałem około półtora tysiąca wykonawców. Niejeden zrodził się w mieszkaniu naszym przy Comeniusa [chodzi o mieszkanie w kamienicy przy ul. Komenjusza 2 w Poznaniu - dziś ul. Marii Magdaleny 2. Autor wspomnienia - Z. Zakrzewski - błędnie podaje ówczesne miejsce zamieszkania, bowiem Zakrzewscy w roku 1913, aż do końca roku 1914 zajmowali jeszcze mieszkanie w kamienicy przy Berlinerstrasse (Berlińskiej) 20, dziś to nieistniejąca dawna posesja przy ul. 27 Grudnia 4] pomysł ojcowski. Już wiosną 1913 r. powziął on zamiar uruchomienia w Poznaniu pierwszego kursu gimnastyki szwedzkiej, mającej na celu poprawienie postawy fizycznej, a opartej na wykorzystaniu znajomości anatomii i fizjologii człowieka. Wspomniany kurs odbył się w ogrodzie "Columbia" przy Drodze Dębińskiej pod kierunkiem specjalnie zaproszonego ze Lwowa wybitnego znawcy wychowania fizycznego Waleriana Sikorskiego. Poznański nasz dom odwiedzali, odbywając z ojcem liczne rozmowy, działacze społeczni i niepodległościowi: Bernard Chrzanowski, Józef Dreyza, Wiktor Gładysz, Julian Lange, Wiktor Maćkowiak, Ludwik Posadzy, Idzi Świtała, a pośród młodych skautów: Henryk Śniegocki, Edmund Węcławski, Wincenty Wierzejewski" (Z. Zakrzewski, Wspominam Poznań. Fakty i refleksje, Wydawnictwo Poznańskie, Poznań 1986, s.s. 10-11).
"Sokół polski nie jest organizacją jednostek dla gimnastyki, lecz organizacją fizycznych i moralnych sił jednostek dla celów wyższych, ogólniejszych" – Ksawery Zakrzewski (Sokół. Organ Związku Sokołów Polskich w Państwie Niemieckim, 1914.06.15 R.13 Nr12, s. 4 (102))
"Sokół i skauting były dla ojca (...) nie tyle zorganizowanym ruchem dla podniesienia tężyzny fizycznej i rozwoju sportu, ile sposobem krzewienia w szerokich kręgach społeczeństwa patriotyzmu, zmysłu obywatelskiego i zdrowych zasad moralnych" (Z. Zakrzewski, Wspominam Poznań. Fakty i refleksje, Wydawnictwo Poznańskie, Poznań 1986, s. 11).
"Działał w Lidze Narodowej, dążąc do oswobodzenia Polski z pęt niewoli; właśnie w Towarzystwie Sokół i w harcerstwie widział siły, zdolne do działania w przygotowaniu powstania zbrojnego" (Z. Zakrzewski, Ulicami mojego Poznania. Przechadzki z lat 1918-1939, Wydawnictwo Poznańskie, Poznań 1985, s. 184).
Jako prezes komitetu Towarzystwa Czytelni Ludowych na Poznań, dr Zakrzewski dążył do koncentracji bibliotek tej instytucji na terenie miasta. Założył też w 1912 roku Bibliotekę i Czytelnię im. J.I.Kraszewskiego, zorganizowaną na wzór najlepszych książnic publicznych ówczesnej Europy, "która oddała cenne usługi w popularyzacji literatury i historii ojczystej w latach niewoli" (Z. Zakrzewski, Ulicami mojego Poznania. Przechadzki z lat 1918-1939, Wydawnictwo Poznańskie, Poznań 1985, s. 184). Jednocześnie rozwinął współpracę "Sokoła" z TCL. Ponadto Ksawery Zakrzewski działał w Towarzystwie Naukowej Pomocy, oraz był członkiem Towarzystwa Opieki nad Dziećmi Katolickimi w Poznaniu (według sprawozdania za lata 1910-11, opublikowanego w 1912 r.). W 1913 r. brał udział w zorganizowaniu w Poznaniu obchodów 50-lecia powstania styczniowego.
Ksawery Zakrzewski był ponadto od ok. 1903 roku członkiem konspiracyjnej Ligi Narodowej w zaborze pruskim i z jej ramienia współdziałał w założeniu "Kuriera Poznańskiego", który zaczął się ukazywać od 20 września 1906 r. Był również działaczem i członkiem Wydziału Kultury Towarzystwa "Straż", wreszcie współzałożycielem polskiego Klubu Wioślarskiego z roku 1904 w Poznaniu. Od 1905 roku był także członkiem Wydziału Lekarskiego PTPN.

## Sylwetka
Ksawery Zakrzewski, pomimo szlacheckiego pochodzenia, był szczerym demokratą i utrzymywał zażyłe stosunki przede wszystkim z młodymi przedstawicielami inteligencji, pochodzącej z ludu. Bez wahania natomiast zrywał kontakty z germanofilami, a także z tymi polskimi ziemianami, którzy oddawali swe majątki na rzecz Komisji Kolonizacyjnej. Jego stosunek do sprawy pruskiej był bowiem bezkompromisowy. „Poglądy Zakrzewskiego na zagadnienie narodowości zostały dobitnie wyrażone w scenie wyproszenia przezeń za drzwi znanego germanofila Władysława Studnickiego, który wypowiedział nieopatrznie zdanie, iż „…mieszkańcy Wielkopolski są zgermanizowanymi materialistami i że dzielnica ta niekoniecznie winna być przyłączona do przyszłego państwa polskiego…” Od tego czasu (…) ustały wszelkie kontakty Zakrzewskiego z nieostrożnym gościem” (W. Witczak, Ksawery Zakrzewski - lekarz i działacz społeczny (w:) "Lekarze" Kronika Miasta Poznania (2001/1), s. 144).
Był czystej krwi idealistą, którego wszystkie wysiłki koncentrowały się na działaniach mających na celu przywrócenie Polsce niepodległości. Przekonania polityczne Zakrzewskiego identyfikowały go z coraz aktywniejszymi od początków XX wieku poznańskimi kręgami endeckimi, które w sprawach narodowych zajmowały nieprzejednaną postawę wobec władz pruskich i nie dopuszczały możliwości kompromisu. (patrz: W. Witczak, Ksawery Zakrzewski - lekarz i działacz społeczny (w:) "Lekarze" Kronika Miasta Poznania (2001/1), ss. 143 i 144).
"...wyczuć było w nim można szlachetnego idealistę, człowieka nie uznającego kompromisu, równie - jeżeli nie więcej, krytycznego w stosunku do siebie samego jak do innych" (I. Nowak, Na zjeździe sprawozdawczym Towarzystwa Tomasza Zana w Poznaniu (w:) O Poznaniu wspomnienia sercem pisane, Poznań 1992, s. 40).
"Był to obywatel o nieskazitelnym charakterze, człowiek niezłomnej woli , o duszy krystalicznej. Nie uznawał żadnych przywilejów, hołdował natomiast twardej, a nieugiętej pracy. Był demokratą szczerym i prawdziwym" (Kazimierz Krajna, Z minionych dni. Przeżycia z 30 lat pracy w stowarzyszeniach państwa polskiego, Poznań 1925, s. 57).
Wśród przyjaciół i bliskich znajomych dra Zakrzewskiego wymienić należy prof. Adama Karwowskiego (lekarza społecznika, również dermatologa i wenerologa), dra Tadeusza Szulca (lekarza społecznika), dra Bolesława Krysiewicza (znanego lekarza społecznika), ks. Arkadiusza Lisieckiego (późniejszego biskupa śląskiego), oraz prof. Heliodora Święcickiego (lekarza społecznika, pierwszego rektora Uniwersytetu Poznańskiego), z którym Zakrzewski był spowinowacony (Z. Zakrzewski, Ulicami mojego Poznania. Przechadzki z lat 1918-1939, Wydawnictwo Poznańskie, Poznań 1985).

## Przedwczesna śmierć
Dr Ksawery Zakrzewski zmarł po dziesięciotygodniowej, ciężkiej chorobie w dniu 18 listopada 1915 roku. W niedzielę, 21 listopada odbył się pogrzeb. Stał się on okazją do zorganizowania wielkiej manifestacji patriotycznej polskiego Poznania, której miasto dawno nie widziało. Kilkutysięczna rzesza poznaniaków, wśród której znalazło się ok. 600 sokołów i skautów w strojach organizacyjnych ze sztandarami, odprowadziła głównymi ulicami miasta swego "najdzielniejszego druha" na miejsce pochówku. Dr Zakrzewski spoczął na cmentarzu parafialnym św. Marcina w Poznaniu przy ul. Bukowskiej. Grób jego ozdobił nagrobek z popiersiem doktora, dłuta znanego poznańskiego rzeźbiarza
Władysława Marcinkowskiego, a na nim ustawiono postument, oraz rzeźbę w kształcie urny z gorejącym płomieniem, fundacji "Sokoła". Napis na nagrobku brzmiał: "Swemu najdzielniejszemu druhowi Dr. Ksaweremu Zakrzewskiemu - Sokół".
"Związek dla uczczenia pamięci zmarłego ogłosił zbiórkę na Dar Sokoli, który przeznaczony został na rzecz funduszu żelaznego imienia Dr. Ksawerego Zakrzewskiego przy T.C.L. [Towarzystwie Czytelni Ludowych]. Śmiertelne szczątki Jego złożono na cmentarzu parafji Św. Marcińskiej (...) Wdzięczne Sokolstwo wystawiło ś.p. dr. Zakrzewskiemu nagrobek w kształcie kolumny z gorejącą urną na szczycie. Medaljon z popiersiem zmarłego prezesa (...) i sokół zrywający się do lotu zdobią nagrobek Tego, którego los nieubłagany nam tak przedwcześnie wyrwał" (Złota Księga Sokoła Poznańskiego, Poznań 1936, s. 40).
Cmentarz świętomarciński po wojnie zlikwidowano, rozbudowując tereny Międzynarodowych Targów Poznańskich. Ekshumowane szczątki doczesne ś.p. dra Ksawerego Zakrzewskiego spoczęły ostatecznie na terenie IV kwatery cmentarza Zasłużonych Wielkopolan na Wzgórzu Św. Wojciecha w Poznaniu. Tam też przeniesiono jego pierwotny nagrobek, niestety częściowo uszkodzony.

## Rodzina
Umierając w wieku 39 lat doktor pozostawił żonę - Janinę z domu Dygat, nauczycielkę j. francuskiego, tłumaczkę i społeczniczkę (poślubioną 19 sierpnia 1905 roku w Paryżu), oraz trójkę małych dzieci: Janusza, Halinę i Zbigniewa. Janusz Zakrzewski (1909–1973) został architektem, Halina Bentkowska z d. Zakrzewska (1911–1979) uzyskała stopień docenta chemii na Politechnice Gdańskiej, najmłodszy - Zbigniew Zakrzewski (1912-1992) – profesor Akademii Ekonomicznej w Poznaniu, był wybitnym ekonomistą oraz znawcą i miłośnikiem dziejów Poznania.

## Pamięć
"Pamięć po zmarłym poznańskim lekarzu i działaczu narodowym okazała się krótkotrwała i nie wykroczyła poza granice lokalne, choć w 1921 roku naczelna Rada Harcerska nadała Zakrzewskiemu tytuł Honorowy Harcerz Rzeczypospolitej. [...] W latach 30. XX wieku jego imieniem i nazwiskiem nazwano peryferyjną ulicę na Winogradach. Warunki polityczne w okresie powojennym nie sprzyjały przypominaniu działacza o przekonaniach endeckich, Polaka katolika, nawet o zdecydowanej antypruskiej postawie. Dopiero w dniu 24 maja 1980 r. Ksawery Zakrzewski stał się patronem Szkoły Podstawowej nr 63 przy ul. Starołęckiej 142 w Poznaniu. W szkole tej umieszczono tablicę pamiątkową z wizerunkiem lekarza w mundurze sokolim [i napisem zaczerpniętym z "Dziadów" części III. A. Mickiewicza: "Duszą jam w moją ojczyznę wcielony/ Ciałem połknąłem jej duszę/ Ojczyzna i ja to jedno..."]. Działający w szkole szczep harcerski przyjął Zakrzewskiego jako swego patrona" (W. Witczak, Ksawery Zakrzewski - lekarz i działacz społeczny (w:) "Lekarze" Kronika Miasta Poznania (2001/1), s. 147). 20 grudnia 1997, przed domem rodzinnym Ksawerego Zakrzewskiego w Goślinowie, odsłonięto pamiątkowy kamień upamiętniający narodziny tego zasłużonego dla ojczyzny lekarza.